# Иджиль
Иджи́ль (фр. Kedia d'Idjil) — гора на северо-западе Мавритании в области Тирис-Земмур, недалеко от восточной границы Западной Сахары. Является высшей точкой страны — 917 метров.

## Месторождение
В горе присутствует большое количество железной руды, что отражается на её цвете — серо-голубой.
Первые упоминания о разработках месторождения относятся к 1068 году.
Современная разработка началась с геологических изысканий 1937 и 1939 годов на восточном склоне, в непосредственной близости от города Зуэрат. Эксплуатация началась с 1962 года компанией MIFERMA, национализированной в 1974 году. К месторождению была построена железная дорога, протянувшаяся на 680 км до порта города Нуадибу.